# Gouverneurs de la rosée
Gouverneurs de la rosée est un roman de l'écrivain haïtien Jacques Roumain, souvent considéré comme un classique de la littérature haitienne, publié en 1944 après la mort de son auteur.
Ce roman est paru en feuilleton dès 1947 dans le journal L'Humanité. Il est alors accompagné par des illustrations réalisées par le peintre et dessinateur Max Lingner.
L'œuvre a connue également plusieurs adaptations théâtrales, par la compagnie du Théâtre Noir (fondée par Benjamin Jules-Rosette, Darling Légitimus et son fils Théo), à Paris, en 1975. Puis en 1994, par Sylviane Telchid qui adapte la pièce en créole, Sé komandè siren-la.

## Résumé
Dans la commune de Fonds-rouge, les temps sont durs. La misère est criante. La terre est épuisée par des déboisements hâtifs, et la sécheresse fait rage, et d'elle découle la pauvreté, les habitants étant dépendants des fruits de la terre pour subsister. L'auteur relate également  des haines existant entre différentes familles de la commune. Manuel, le personnage principal du roman revient après 15 ans d’absence, en Haïti, sa terre natale. Son séjour dans les plantations de canne à sucre à Cuba, lui a permis d'observer les pratiques de l'agriculture moderne. Il a compris l'apport possible de l'irrigation. Ses idées révolutionnaires et communistes le poussent à l'action. Et il ne cesse de divulger des messages  d'amour et de paix. « La haine, la vengeance entre les habitants. L'eau sera perdue. Vous avez offert des sacrifices aux loa, vous avez offert le sang de poules et des cabris pour faire tomber la pluie, ça n'a servi à rien. Parce que ce qui compte c'est le sacrifice de l'homme. C'est la sueur du nègre. Va trouver la réconciliation, la réconciliation pour que la vie recommence, pour que le jour se lève sur la rosée ».
C'est ce héros, Manuel qui va donner son sang pour la réconciliation des familles du village. Il découvre une source d'eau exploitable. Mais son cousin, Gervilien, amoureux comme lui d'une jeune femme, Annaïse, le poignarde dans l'obscurité en sortant d'une rencontre avec les gens du quartier sur la question de l'eau. Manuel maîtrise sa blessure et se traîne jusqu'à la concession familiale. Délira, sa mère et Annaïse reçoivent la consigne de se taire pour ne pas ameuter le village. Hilarion, le chef de la police locale, qui épiait la mobilité de Manuel pointe son nez à la fenêtre et notifie à la pauvre mère la convocation de son fils. Mais le héros rend l'âme au grand étonnement de la population. Le projet est maintenu et Annaïse conduit les villageois à la source qui jaillit sous l'action salvatrice de la jeunesse, par un coumbite (un travail agricole collectif).

## Cinéma
- 1964 : Cumbite, adaptation réalisée par Tomás Gutiérrez Alea
- 1975 : Gouverneurs de la rosée, adaptation réalisée par Maurice Failevic[5],[6].

## Théâtre
- 1975 : Gouverneurs de la rosée, adaptation théâtrale par Benjamin Jules-Rosette, interprété par la troupe du Théâtre noir de Paris[2]. La pièce sera rejouée jusqu'en 2006.

- 1994 : Sylviane Telchid adapte la pièce en créole, Sé komandè siren-la. Cette pièce est mise en scène par Harry Kancel[7].

## Postérité
Gaël Faye, dans son roman Petit Pays (Grasset & Fasquelle, 2016) rend hommage à cette œuvre et à son auteur, mais aussi au pouvoir sidérant des mots, en citant un passage de ce roman. Le petit Gaby se voit offrir, au moment de son départ du Burundi, une page déchirée d'un livre par madame Economopoulos, voisine et amie, amoureuse des livres et de sa transmission. Cette page constitue avec d'autres objets conservés par l'enfant devenu adulte des artefacts mémoriels très personnels faisant le lien entre l'enfant et l'adulte, l'Afrique natale et la France de l'exil, la douceur naïve de la paix et l'incompréhensible haine de la guerre civile, la liberté de rêver et l'aveuglement idéologique et raciste.
L'adaptation en bande dessinée de Petit Pays (Sylvain Savoia/Marzena Sowa/Gaël Faye, collection Aire Libre, Dupuis, 2024) présente en épilogue (p. 119) la page déchirée du livre, lue au moment du départ, puis relue par Gaby. La couverture du livre, sans doute rachetée par Gaby) est suggérée par l'illustrateur (p. 120) lorsque Gaby redécouvre, vingt ans après son départ, les artefacts évoqués précédemment. On y lit la mention "Les éditeurs français réunis" et voit son logo, maison qui édite Roumain à partir de 1949.